# Accidentul ecologic de la Minamata

Malformații congenitale cauzate de dezastrul ecologic

Accidentul ecologic de la Minamata a fost cauzat de uzina chimică Chisso Corporation, care a deversat o mare cantitate de ape industriale poluate cu metilmercur ([CH3Hg]+) în Golful Minamata în perioada 1932 - 1968.
Mercurul a contaminat peștii, ca apoi efectul să se resimtă, începând cu 1956, asupra oamenilor și s-a soldat cu mii de decese.
Cea mai răspândită afecțiune, sindromul Minamata, s-a manifestat în sfera neurologică și a fost observată mai întâi la pisici care aveau convulsii și se aruncau în mare, de unde și denumirea boala pisicii dansatoare.
În 1956, primul om bolnav de ceea ce a devenit boala Minamata a fost identificat.
La oameni, simptomele otrăvirii cu mercur constau în: mișcări necontrolate ale membrelor, diminuarea funcțiilor motorii, vorbire îngreunată, tulburarea vederii și auzului și erau urmate de comă și apoi deces.
A fost considerat unul dintre cele mai grave catastrofe ecologice având cauze umane.
După trei ani de investigații, s-a determinat cauza bolii ca fiind otrăvirea industrială a apelor Golfului Minamata. Mercurul din deșeuri pătrundea în organismul peștilor, care apoi erau consumați de populația locală.
La 28 noiembrie 1959, după o lună de proteste, victimele accidentului au primit din partea guvernului nipon un acord de compensare a prejudiciului.